# El Montsant

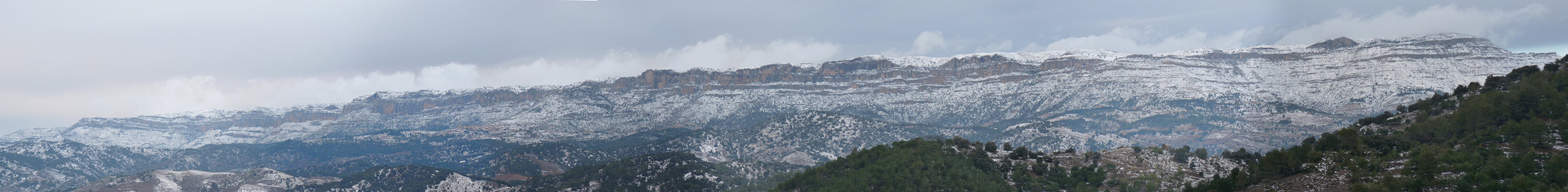
El Montsant nevat vist des de la cara sud

El Montsant és una serra situada a la comarca del Priorat, en els termes municipals de la Morera de Montsant, Cabassers, Ulldemolins, Cornudella de Montsant, la Vilella Alta, la Vilella Baixa, la Bisbal de Montsant, la Figuera i Margalef. Forma part de la serralada Prelitoral i ocupa una extensió d'uns 135 km². Els cims principals són la Roca Corbatera (1.162,8 m), el Piló dels Senyalets (1.107 m) i la Cogulla (1.062 m).
Està constituïda predominantment per conglomerats que formen cingles a la carena principal (serra Major), situada a la part meridional i alineada de SW a NE, acompanyats de margues que donen peu a nombroses balmes i coves. Al vessant nord, de relleu més suau, hi ha nombrosos barrancs que desguassen al riu de Montsant.
El Montsant acull diverses ermites de llarga tradició, com la de la Mare de Déu del Montsant, Santa Magdalena, Sant Bartomeu (d'estil romànic) i Sant Joan del Codolar, entre moltes altres, i al seu peu es troba la històrica cartoixa d'Escaladei, fundada al segle xii.

## Vegetació

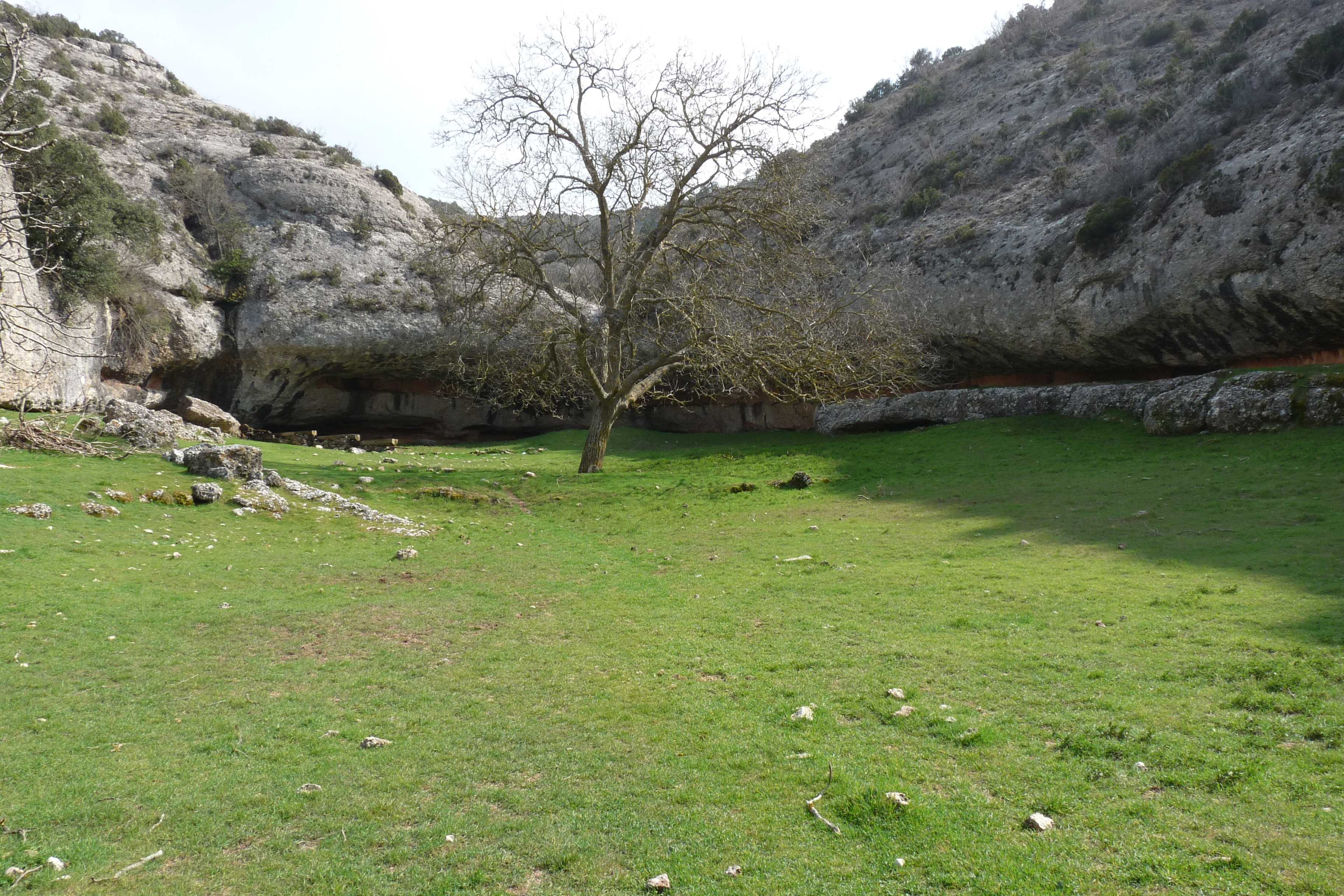
El clot del Cirer en el barranc de la Falconera

El paisatge vegetal del Montsant es compon d'una vegetació mediterrània, amb una certa influència submediterrània i eurosiberiana.
Les formacions arbustives dominants es reparteixen entre els carrascars i els alzinars. També a les parts superiors de la serra, en llocs humits, apareixen les rouredes de roure de fulla petita.
A les parts seques, també predominen les garrigues i les brolles, acompanyades de pi blanc. A les zones enlairades, també es troben petites pinedes de pinassa o de pi roig.
També hi són presents avellaners, grèvols o teixos.
A les roques de les cingles, hi ha una diversa vegetació rupícola i al riu Montsant es desenvolupa un magnífic bosc de ribera amb àlbers, freixes i salzes.

## Fauna
Es troben mamífers com la geneta, el gat fer i la fura. Els penya-segats són el territori de cria de rapinyaires com el falcó pelegrí, l'àliga cuabarrada, l'àliga daurada i el duc. Rèptils, amfibis i peixos hi són també freqüents. Entre els invertebrats, cal destacar el cranc de riu autòcton i la fauna cavernícola endèmica.

## Protecció
Des del 2002, una part significativa forma part del Parc Natural del Montsant.